# Cyrtandra leiocrater
Cyrtandra leiocrater är en tvåhjärtbladig växtart som beskrevs av Brian Laurence Burtt. Cyrtandra leiocrater ingår i släktet Cyrtandra och familjen Gesneriaceae. Inga underarter finns listade i Catalogue of Life.